# Северинов Кузьма Антипович
Кузьма Антипович Северинов (14 листопада 1931, село Хохол-Тростянка, тепер Острогозького району Воронезької області Російська Федерація — 12 вересня 1996, Київ) — український радянський діяч, заслужений шахтар, Герой Соціалістичної Праці (28.05.1960). Депутат Верховної Ради УРСР 6—11-го скликань.

## Біографія
Народився в селянській родині. Освіта середня.
З 1947 року — колгоспник колгоспу імені Чкалова Воронезької області. У 1951—1954 роках служив у Військово-Морському Флоті СРСР.
У 1954—1958 роках — наваловідбійник, робітник очисного вибою, бригадир бригади робітників очисного вибою шахти № 5-6 імені Димитрова тресту «Красноармійськвугілля» Сталінської області (тепер місто Мирноград Донецької області).
Член КПРС з 1957 року.
З 1958 року — бригадир комплексної бригади робітників очисного вибою шахти № 5-6 імені Димитрова виробничого об'єднання «Красноармійськвугілля» Донецької області.
Потім — на пенсії.

## Нагороди
- Герой Соціалістичної Праці (28.05.1960)
- орден Леніна (28.05.1960)
- два ордени Трудового Червоного Прапора (29.06.1966, 5.03.1976)
- орден Жовтневої Революції (30.03.1971)
- медаль «За трудову доблесть» (26.04.1963)
- медалі
- Почесна грамота Президії Верховної Ради Української РСР (25.10.1968)
- заслужений шахтар Української РСР (27.08.1965)